# Attu Station
Attu Station – jednostka osadnicza w Stanach Zjednoczonych, w stanie Alaska, w okręgu Aleutians West. Leży na wyspie Attu.